# Jacknife Lee
Jacknife Lee, pseudonimo di Garret Lee (...), è un produttore discografico, musicista e remixer irlandese.

## Biografia
Ha iniziato a suonare come chitarrista nel gruppo punk rock Compulsion, prima di intraprendere la carriera nel mondo del rock e dell'elettronica. Ha pubblicato anche un EP solista dal titolo A Dog Named Snuggles e alcuni album. Ha lavorato ai remix di diversi artisti tra cui U2, Christina Aguilera, Pink, TLC, Blur, Snow Patrol, Radiohead, New Order e R.E.M. È attivo anche come produttore discografico e autore.

## Lavori
Elenco parziale di album/singoli in cui ha lavorato come produttore, missatore o autore
- Snow Patrol – Divergent: Original Motion Picture Soundtrack (2014)
- One Direction - Midnight Memories (2013)
- Lissie - Back to Forever (2013)
- Snow Patrol – Greatest Hits (2013)
- Crystal Castles – (III) (2012)
- Taylor Swift – Red (2012)
- Robbie Williams – Take the Crown (2012)
- Two Door Cinema Club – Beacon (2012)
- Silversun Pickups - Neck of the Woods (2012)
- R.E.M. – Part Lies, Part Heart, Part Truth, Part Garbage 1982-2011 (2011)
- Snow Patrol – Fallen Empires (2011)
- The Drums – Portamento (2011)
- All Time Low – Dirty Work (2011)
- The Wombats – The Wombats Proudly Present: This Modern Glitch (2011)
- The Cars – Move Like This (2011)
- R.E.M. – Collapse into Now (2011)
- Blur : Video Game – Blur : Video Game (2010)
- Crystal Castles – Crystal Castles (2010)
- Snow Patrol – Up to Now (2009)
- R.E.M. – Live at the Olympia (2009)
- AFI – Crash Love (2009)
- Regina Spektor – Far (2009)
- U2 – Medium, Rare & Remastered (2009)
- Weezer – Raditude (2009)
- Snow Patrol – A Hundred Million Suns (2008)
- Bloc Party – Intimacy (2008)
- Weezer – Weezer (2008)
- R.E.M. – Accelerate (2008)
- Weezer – Pork and Beans (2008)
- The Hives – Tick Tick Boom (2007)
- The Hives – The Black and White Album (2007)
- Green Day & U2 – The Saints Are Coming (2007)
- Editors – An End Has a Start (2007)
- Bloc Party – A Weekend in the City (2007)
- Bono, The Edge, Andrea Corr & T-Bone Burnett – Don't Come Knocking (2005)
- Snow Patrol – Eyes Open (2006)
- U2 – How to Dismantle an Atomic Bomb (2004)
- Kasabian – Reason Is Treason (2004)
- Aqualung – Still Life (2004)
- Snow Patrol – Final Straw (2003)